# Онфре, Мишель
Мишель Онфре (фр. Michel Onfray; род. 1 января 1959, Аржантан, Нормандия) — французский философ

 и прозаик, основатель Народного университета в Кане.

## Жизнь и творчество
Мишель Онфре родился в семье сельскохозяйственного рабочего. В возрасте десяти лет попал в интернат, где обучался различным ремёслам — с весьма жёстким распорядком, который философ впоследствии называл «террором педофилии». Пробыв здесь четыре года, Онфре проводит ещё три года в другом интернате, после чего меняет несколько профессий и переезжает с места на место. В 1997 году выходит в свет его книга Политика мятежника. Беседа о сопротивлении и удовольствии. (Politique du rebelle. Traité de résistance et d’insoumission), в которой Онфре описывает свою жизнь того времени. Поступив затем на философский факультет, молодой человек успешно его заканчивает.
С 1983 года М. Онфре преподаёт философию в одной из высших школ в нормандском городе Кане. С 1989 года он начинает издавать свои научные сочинения, принесшие ему известность и финансовую независимость. В 2002 году учёный покидает государственную службу и основывает Народный университет Кана (Université populaire de Caen). В нём М. Онфре читает лекции по истории философии, излагая её в соответствии со своими гедонистскими и либертаристскими взглядами, во многом расходящимися с официозной университетской философией. Результатом первого года преподавания в Народном университете стало создание М. Онфре 8-томного сочинения Контр-история философии (Contre-histoire de la philosophie).

## Взгляды
Мишель Онфре начал свою деятельность учёного с «открытия» и анализа в 1989 году полузабытого французского философа-анархиста Жоржа Паланта, который в начале XX столетия был известен как левый ницшеанец. Онфре переиздал несколько работ Паланте и написал монографию о нём, пытаясь возродить его учение и основать современное лево-ницшеанское движение. Работая в этом направлении, Онфре создаёт несколько философских работ, принёсших ему известность как во Франции, так и за её пределами. Наиболее популярной была выпущенная в 2005 году книга Трактат атеологии (Линия атеизма. Физика метафизики; Traité d’athéologie. Physique de la métaphysique), вышедшая во Франции в первые же месяцы тиражом в 200 тысяч экземпляров и переизданная на ряде других языков.
Мировоззрение Онфре основано на античных посылках философии эпикурейства и гедонизма, которым он, путём создания определённых логических связей, находит применение и в наши дни. Исходя из этого, Онфре обрушивается с критикой на современную рациональную и трансцендентальную философию, а также на религии, в особенности на монотеистические, прокламируя себя как атеист. Онфре предполагает, что вера в Бога не только бесполезна, но даже вредна и опасна. Вместо неё он предлагает современному человечеству свою философию гедонизма.
Политические взгляды философа — крайне левые; сам он называет себя либертарным социалистом и постанархистом. На президентских выборах 2002 года он голосовал за троцкистскую Революционную коммунистическую лигу (Ligue communiste révolutionnaire). Перед президентскими выборами 2007 года философ агитировал за альтерглобалиста Жозе Бове, но в конечном итоге отдал голос за кандидата от РКЛ Оливье Безансно. Сейчас он поддерживает Жан-Люка Меланшона из Левой партии, известного своей преданностью социалистическому республиканизму и лаицизму.
Литературная критика отмечает лёгкость изложения и остроту языка в произведениях Мишеля Онфре, его талант как писателя.

## Личная жизнь
По принципиальным соображениям является холостяком и чайлдфри.

## Монографии
- 1989: Брюхо философа. Критика диетического разума (Le ventre des philosophes. Critique de la raison diététique).
- 1989: Физиология Жоржа Паланте. Портрет левого ницшеанца (Physiologie de Georges Palante. Portrait d’un nietzschéen de gauche).
- 1990: Кинизм. Портрет философа-собаки (Cynismes. Portrait du philosophe en chien).
- 1991: Искусство наслаждения. О гедонисте-материалисте (L’art de jouir. Pour un matérialisme hédoniste).
- 1995: Разумность наслаждения. Философия хорошего вкуса (La raison gourmande. Philosophie du goût).
- 1996: Формы времени. Теория Сутерна (Les formes du temps. Théorie du Sauternes).
- 1997: Политика мятежника. Беседа о сопротивлении и удовольствии. (Politique du rebelle. Traité de résistance et d’insoumission).
- 2000: Теория влюблённого тела. О солярной эротике (Théorie du corps amoureux. Pour une érotique solaire).
- 2001: Antimanuel de philosophie. Leçons socratiques et alternatives.
- 2002: Célébration du génie colérique. Tombeau de Pierre Bourdieu.
- 2002: L’invention du plaisir. Fragments cyrénaïques.
- 2003: Féeries anatomiques.
- 2004: Кровожадная философия (La philosophie féroce).
- 2004: Общественная философия. Манифест народного университета (La communauté philosophique. Manifest pour l’Université populaire).
- 2005: Трактат атеологии. Физика метафизики (Traité d’athéologie. Physique de la métaphysique).
- 2006: La sagesse tragique. Du bon usage de Nietzsche.
- 2006: Радость существования. манифест гедониста (La puissance d’exister. Manifeste hédoniste). Grasset, Paris ISBN 978-2-246-71691-4
- 2007: La pensée de midi. Archéologie d’une gauche libertaire. Galilée, Paris ISBN 978-2-7186-0755-9
- 2008: Le souci des plaisirs. Construction d’une érotique solaire. Flammarion, Paris ISBN 978-2-08-121632-7
- 2010: Ницше: прокламатор Свободы. (Nietzsche: Se créer Liberté). Les Éditions du Lombard, Brüssel ISBN 978-2-8036-2650-2
- 2010: Развенчание идола. Опровержение фрейдизма (Le Crépuscule d’une idole. L’Affabulation freudienne), Grasset, Paris ISBN 2-246-76931-0
- 2010: Вечерние записки. За психоанализ без фрейдизма (Apostille au Crépuscule. Pour une psychanalyse non freudienne), Grasset, Paris ISBN 2-246-75781-9

## Собрания сочинений
- Журнал гедониста (Journal hédoniste) (вышло 4 тома: 1996, 1998, 2001, 2007)
- Контр-история философии (Contre-histoire de la philosophie) (намечено в 8 томах):
  - 2006/т. 1: Les sagesses antiques — de Leucippe à Diogène d’Oenanda.
  - 2006/т. 2: Le christianisme hédoniste — de Simon le magicien à Montaigne.
  - 2007/т. 3: Les libertins baroques — de Charron à Spinoza.
  - 2007/т. 4: Les ultras des lumières — de Meslier à Sade.
  - 2008/т. 5: L’eudémonisme social — de Godwin à Bakounine.
  - 2009/т. 6: Les radicalités existentielles — de Thoreau à Nietzsche.